# ISO 6709
La norme internationale ISO 6709 de l'Organisation internationale de normalisation est la représentation normalisée des latitude, longitude et altitude pour la localisation des points géographiques. L'ordre des éléments est la latitude, la longitude et l'altitude.

## Formats

### La latitude et la longitude
| ±DD,DDDD±DDD,DDDD     | degrés                      |
| ±DDMM,MMM±DDDMM,MMM   | degrés et minutes           |
| ±DDMMSS,SS±DDDMMSS,SS | degrés, minutes et secondes |
| +DD > +00             | les latitudes du nord       |
| +DD = +00             | l'équateur                  |
| -DD < +00             | les latitudes du sud        |
| +000 < +DDD < +180    | les longitudes d'est        |
| +000 = +DDD           | le méridien principal       |
| -180 < -DDD < +000    | les longitudes d'ouest      |
| -180 = -DDD           | le 180e méridien            |

- les zéros de tête sont obligatoires, tant pour la latitude que pour la longitude
- les décimales pour les degrés (1er format ci-dessus), les minutes (2e format) et les secondes (3e format), sont optionnelles

Attention : le signe « + » indique l'est, le signe « - » indique l'ouest (à l'opposé des notations pour les heures, selon les fuseaux horaires)

### L'altitude
La représentation de l'altitude est facultative. L'unité est le mètre.
```
+mmmm ≥ 0000
-mmmm < 0000
```

### Terminaison
Si un caractère de terminaison est nécessaire, le caractère « / » est conseillé.

## Exemples
- La France +46+002/ (1er format + terminaison)
  - Paris +4852+00220 (2e format)
    - La Tour Eiffel +48,8577+002,295/ (1er format + terminaison)
- Everest +275916+0865640+8849/ (3e format + altitude + terminaison)